# Mikael Lindskog
Mikael Lindskog, född 30 oktober 1980  i Hävla, Sverige är en före detta svensk fotbollsspelare som spelat för IK Sleipner mellan 2004 och 2009 och IFK Norrköping 2010.
Mikael Lindskog väger 85 kg och är 188 cm lång. Hans moderklubb är Hävla SK.